# سيميتيدين
سيميتدين هو دواء من مضادات مستقبلات الهستامين H2 استخدم سابقا لعلاج القرحة الهضمية والقلس المعدي المريئي وتراجع استخدامه حاليا بسبب تأثيراته الجانبية ووجود بدائل أفضل منه.

## آلية عمله
يقوم السيميتدين بتقليل إفراز الحمض من الخلايا الجدارية في المعدة من خلال تثبيطه لمستقبلات الهستامين في هذه الخلايا. وبالتالي فهو يساهم في حماية مخاطية المعدة من تأثير الحمض وشفاء القرحات والتسحجات الموجودة في جدارها.

## الجرعة
مع الانتباه أنه يجب تعديل الجرعات عند المريض الذي لديه قصور كلوي أو قصور كبدي.
800 مغ يوميا قبل النوم لمدة 8 أسابيع لعلاج القرحة الهضمية
400 مغ 4 مرات يوميا لمدة 4 أسابيع لعلاج القلس المعدي المريئي

## الحرائك الدوائية
يعطى السيميتدين فمويا ويتوزع في الجسم بشكل واسع ويفرز في حليب الأم ويعبر المشيمة ويطرح 70% منه مع البول ويفكك 30% منه في الكبد.

## التأثيرات الجانبية
يرتبط السيميتدين مع السيتوكروم P450 ولذلك فهو يتداخل في استقلاب أدوية أخرى مثل الوارفارين والديازيبام وغيرها، بمعنى آخر إن مشاركة السيميتدين مع أي دواء آخر يجب أن يكون تحت مراقبة طبية. كما أن له تأثيرات غدية وهرمونية لأنه يعتبر مضاد أندروجيني ضعيف وقد يؤدي إلى تثدي وقلة عدد النطاف. كذلك فإن للسيميتدين تأثيرات جانبية بسيطة أخرى منها إسهال دوار صداع ألم عضلي .

## مقارنة
مقارنة ببقية مثبطات مستقبلات الهيستامين من النمط الثاني يعتبر سيميتدين أضعفها تأثيرا حيث يتفوق عليه كل من رانيتيدين وفاموتدين كما أنه الأكثر تأثيرات جانبية بينها وهذا ما يفسر التضاؤل الكبير في استخدامه.